# Morgensternsches Miniaturkabinett

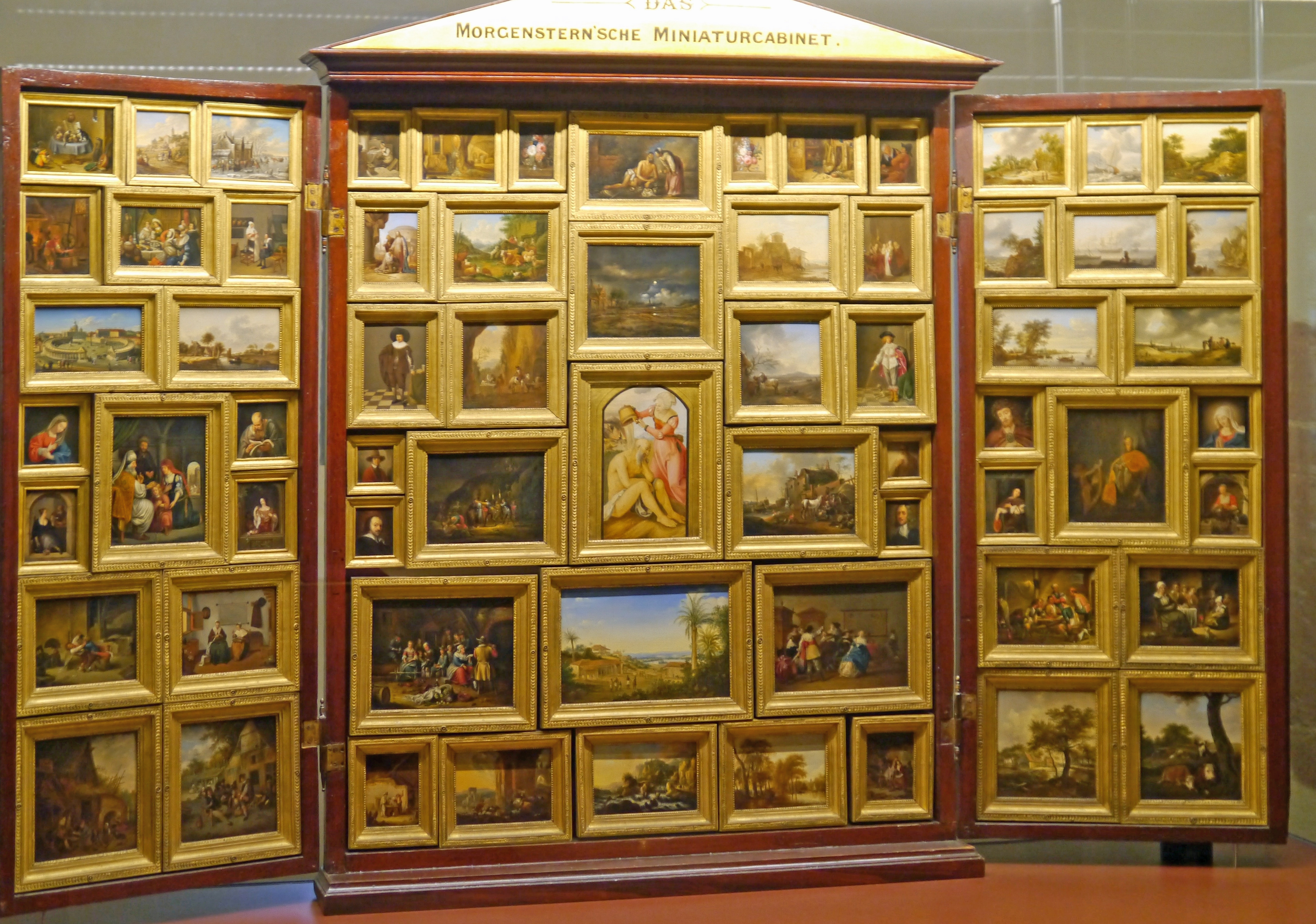

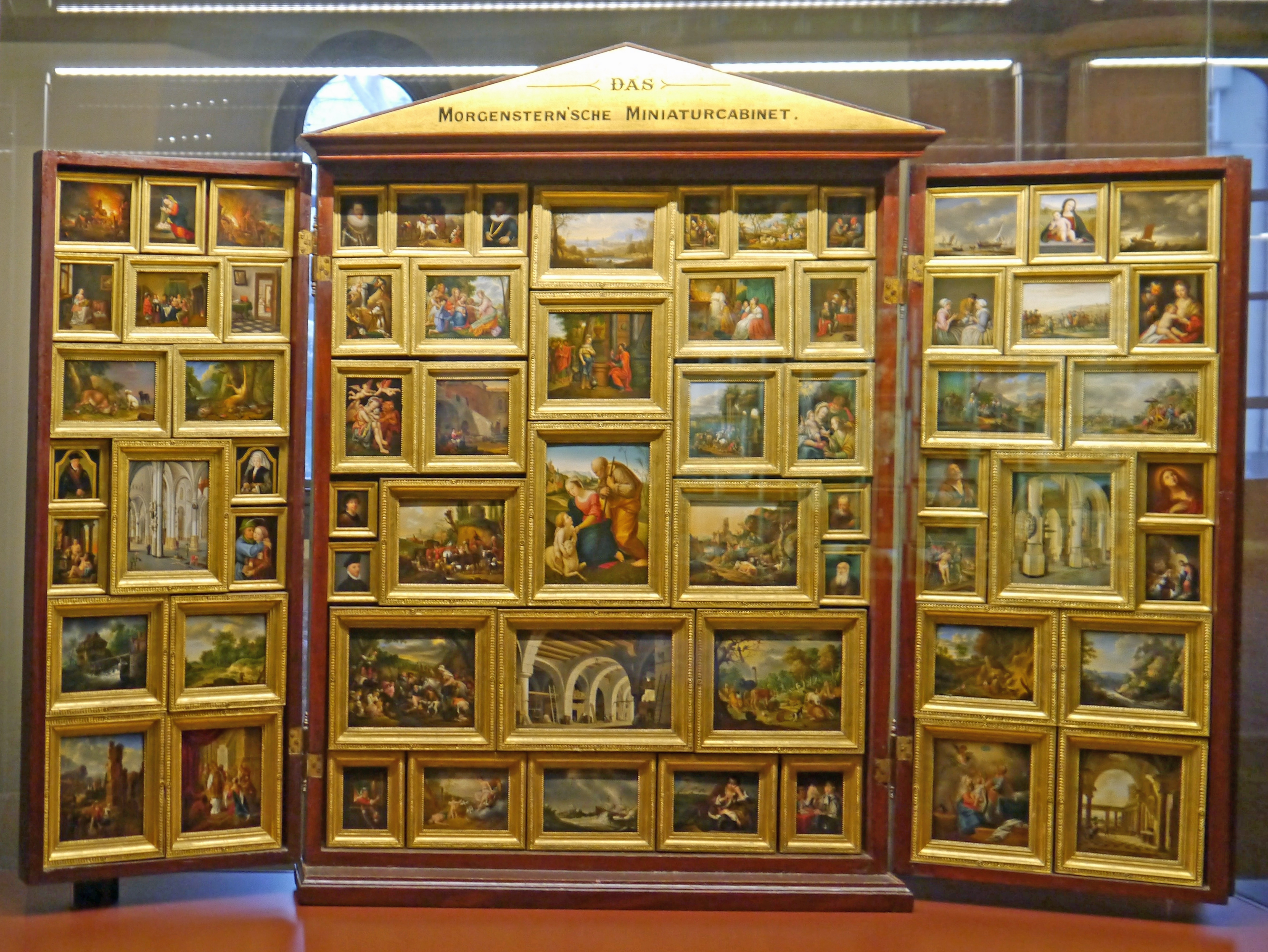

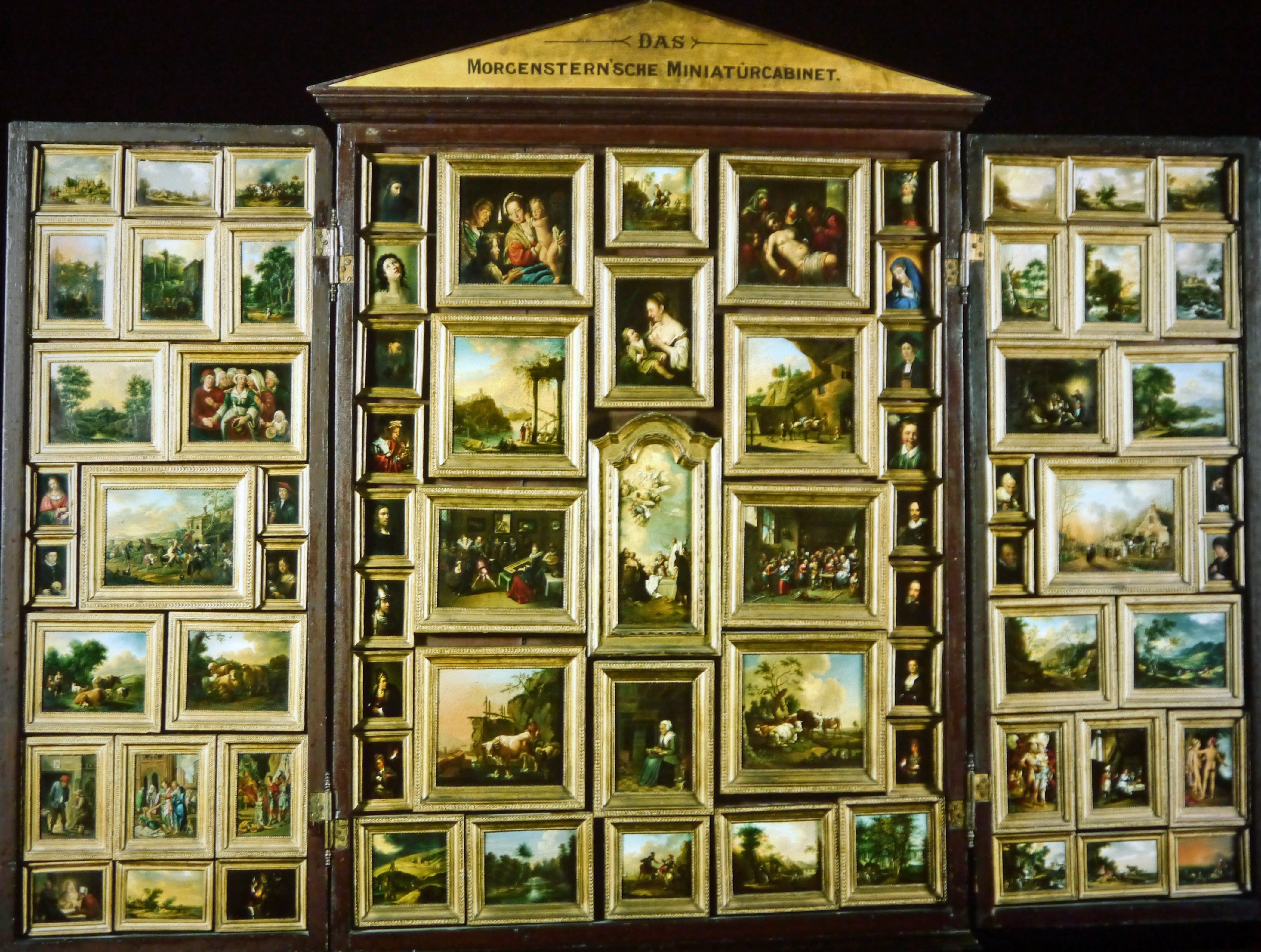

Das Morgensternsche Miniaturkabinett besteht aus drei Kabinettschränkchen, die aus dem Besitz der Frankfurter Künstlerfamilie Morgenstern stammen. Es sind die Maler und Restauratoren Johann Ludwig Ernst Morgenstern (1738–1819), sein Sohn Johann Friedrich Morgenstern (1777–1844) und sein Enkel Carl Morgenstern (1811–1893).

## Die drei Morgensterns
Die drei Morgensterns füllten die Schränkchen zwischen 1798 und 1843 mit kleinen Kopien von ihnen restaurierter Gemälde. Diese Gemäldegalerie en miniature ist ein außergewöhnliches Zeugnis der Malerei- und Restaurierungsgeschichte. Johann Ludwig Ernst Morgenstern betätigte sich in Frankfurt am Main vielfältig als Maler, Kopist und Restaurator, als Kunstagent und Händler. Nach der Lehre bei seinem Vater und den Wanderjahren, die ihn nach Salzdahlum, Hamburg, Frankfurt und Darmstadt führten, ließ er sich 1772 endgültig in Frankfurt nieder. Das Frankfurter Bürgerrecht erwarb er 1776. Schon 1780 fungierte er als Vorsteher der Frankfurter „Mahler Gesellschaft“. Johann Ludwig Ernst Morgenstern konnte 1785 für 6000 Gulden ein Haus auf der Südseite der vornehmen Zeil unweit der Katharinenkirche erwerben (Lit. D. Nr. 203). Johann Friedrich Morgenstern sollte sowohl als Künstler wie als Restaurator in die Fußstapfen seines Vaters treten und sich überdies als Gutachter und Verfasser von Auktionskatalogen betätigen. Johann Friedrich hat seine Vaterstadt lediglich 1797–1798 für seine Ausbildung bei Klengel an der Dresdner Akademie verlassen. Der 1811 in Frankfurt geborene Enkel Carl Morgenstern verwirklichte den Traum vieler deutscher Maler und besuchte von 1834 bis 1837 Italien, um dort die Kunst der Alten zu studieren und seine Skizzenbücher mit Motiven zu füllen. Er etablierte sich in Frankfurt als Landschaftsmaler und betätigte sich kaum noch als Restaurator, er hatte die seinem Großvater noch verwehrte Emanzipation zum freien Künstler vollzogen. Carl Morgenstern starb 1893 in seiner Vaterstadt.

## Sammlungsentstehung und -geschichte
Johann Ludwig Ernst Morgenstern fasste 1798 den folgenschweren Entschluss, zu seinem Vergnügen eine Sammlung von ihm gefertigter kleiner Kopien in verjüngtem Maßstab nach den besten Originalen berühmter Meister alter, mittlerer und neuerer Zeit zu sammeln und sie in drei tragbare Schränkchen zu ordnen. Diese Flügelschränkchen oder Triptychen hatte er vorab hergestellt und mit 205 gerahmten Holztäfelchen bestückt. Bis zu seinem Tode 1821 schuf er für die Schränkchen über 150 Miniaturkopien; danach übernahm Johann Friedrich Morgenstern die Regie und fertigte seinerseits gut 50 Kopien, vom Enkel Carl stammt lediglich ein Bildchen. Wie muss man sich nun die Vorgehensweise der Morgensterns vorstellen? Kam ein sie künstlerisch und inhaltlich ansprechendes Gemälde zum Restaurieren in die Werkstatt, so mussten sie sich erstens für ein annähernd maßstabgetreues Holztäfelchen entscheiden und zweitens – falls es hierbei mehrere Optionen gab – über die Platzierung der Kopie nachdenken: Ein sehr komplexer Entscheidungsprozess also, der immer wieder Revisionen unterlag. Die kleine Gemäldegalerie sollte natürlich eine inhaltlich wie formal ausgewogene, stimmige Hängeordnung mit vielfältigen Bezügen und Verweisen haben, in denen die Bildsujets, Künstler und Schulen in einen sinnvollen Dialog traten. Das Ergebnis ist eine »barocke« Hängung nicht nach Schulen, sondern nach symmetrisch in Pendants angeordneten Bildthemen.

## Struktur der Sammlung
Der Schwerpunkt des Morgensternschen Miniaturkabinetts liegt – typisch für Frankfurt – bei den niederländischen Malern des Goldenen Zeitalters – den großen Vorbildern der Morgensterns – und bei deren deutschen Nachfolgern des 17. und 18. Jahrhunderts. Eine besondere Vorliebe hegten die Morgensterns für Landschafts- und Genregemälde, zwei Gattungen, die in der niederländischen Kunst an Bedeutung gewonnen hatten. Eine dritte umfangreiche Gruppe bilden profane und sakrale Historiengemälde. 
Johann Friedrich Morgenstern verlieh dem Kabinett nach dem Tod des Vaters eine neue programmatische Ausrichtung, indem er die im Zentrum hängenden Gemälde der beiden seitlichen Kabinette austauschte. Er ersetzte sie durch Kopien nach Dürer und Raffael, zwei Vorbildern der in Frankfurt einflussreichen Nazarener. Sie flankieren Johann Ludwig Ernsts Kopie nach Giovanni Battista Piazzettas Mariä Himmelfahrt aus der Frankfurter Deutschordenskirche; das Altarbild war 1796 bei der Besetzung Frankfurts durch französische Revolutionstruppen geraubt worden und hängt heute im Louvre. Dieses Triptychon im Triptychon verleiht dem Kabinett eine nationalpatriotische Nebenbedeutung, in der neben der Anklage gegen den französischen Kunstraub nun auch rückwärtsgewandte, nazarenische Kunstideale eine dominante Rolle spielen.

## Schicksal der Sammlung
Carl Morgenstern veräußerte das Miniaturkabinett 1857 – vermutlich infolge von Geldnöten – für 1800 Gulden an den Frankfurter Kunsthändler Anton Baer, der den ersten gedruckten Katalog der Sammlung publizierte. Die beigegebenen Pläne zeigen die Anordnung der Kopien zum damaligen Zeitpunkt. Baer fand offensichtlich schnell einen englischen Käufer, vielleicht ein Händler oder ein Reisender. Erst 1979/80 gelang es, die in England aufgespürten drei Kabinettschränkchen wieder nach Frankfurt zurückzubringen. Das mittlere Kabinett kam in den Besitz des Bankhauses Gebrüder Bethmann, das es dem Frankfurter Goethe-Museum als Dauerleihgabe zur Verfügung stellte, die beiden äußeren Kabinette kaufte die Stadt Frankfurt für das Historische Museum an. Dort sind sie heute im stauferzeitlichen Saalhof im Rahmen der Dauerausstellung „Frankfurter Sammler und Stifter“ ausgestellt.